# Лола из Валенсии
«Лола из Валенсии» (фр. Lola de Valence) — известная картина французского художника Эдуарда Мане (1832—1883).

## Предыстория
Недовольство современниками, современным ограниченным и мелко-буржуазным обществом усилилось, когда Эдуард Мане столкнулся с миром испанского искусства. Разительный контраст испанской и тогдашней французской музыки, пылких и страстных танцев испанцев, испанских манер, испанской одежды с одеждой парижских буржуа, их посредственными вкусами и жалкими желаниями привели к некоторой идеализации Испании. Бурную жизнь испанцев и запечатлил художник в «Лоле из Валенсии».

## Описание
Мане представил низкорослую и толстую Лолу в полный рост на фоне театральных кулис. Даже условная одежда Лолы воспринимается правдивой и искренной. Мане рисовал эту одежду тщательно, деликатно выписывая каждый узор шали, золотые украшения на руке, красные кисти на чёрной юбке. Это одновременно и портрет и сценический образ.